# Víctor Estay
Víctor Manuel Estay Vásquez (El Melón, Región de Valparaíso, Chile, 24 de febrero de 1951) es un exfutbolista chileno que jugaba de delantero.

## Trayectoria
Inició su carrera en Deportes Concepción, donde jugó entre los años 1970 y 1978, fue subcampeón en la temporada de 1975. Es el goleador histórico del club, al marcar 88 goles en 190 partidos.
En 1979 emigra a Unión Española, donde jugó 70 partidos, anotando en 29 oportunidades.
En 1982 estuvo en Deportes La Serena, (17 partidos y 1 gol).
Su último club fue Rangers de Talca, (36 partidos y 9 goles), donde finaliza su carrera.

## Selección nacional
Fue internacional con la selección de fútbol de Chile, jugando 6 partidos. Debutó el 11 de julio de 1979 en el triunfo 1:0 sobre Uruguay por la Copa Juan Pinto Durán jugado en el Estadio Nacional. Además, tuvo participación en la Copa América de 1979.

### Participaciones en Copa América
| Copa              | Sede          | Resultado  |
| ----------------- | ------------- | ---------- |
| Copa América 1979 | Sin sede fija | Subcampeón |

## Clubes
| Club                | País  | Año       |
| ------------------- | ----- | --------- |
| Deportes Concepción | Chile | 1970-1978 |
| Unión Española      | Chile | 1979-1981 |
| Deportes La Serena  | Chile | 1982      |
| Rangers             | Chile | 1983-1984 |